# Sylvia Eichner
Sylvia Eichner (República Democrática Alemana, 6 de junio de 1957) es una nadadora alemana retirada especializada en pruebas de estilo libre, donde consiguió ser campeona mundial en 1973 en los 4x100 metros estilo libre.

## Carrera deportiva
En el Campeonato Mundial de Natación de 1973 celebrado en Belgrado (Yugoslavia), ganó la medalla de oro en los relevos de 4x100 metros estilo libre, con un tiempo de 3:52.45 segundos que fue récord del mundo, por delante de Estados Unidos (plata con 3:55.52 segundos) y Alemania del Oeste (bronce con 3:58.88 segundos).